# Moa

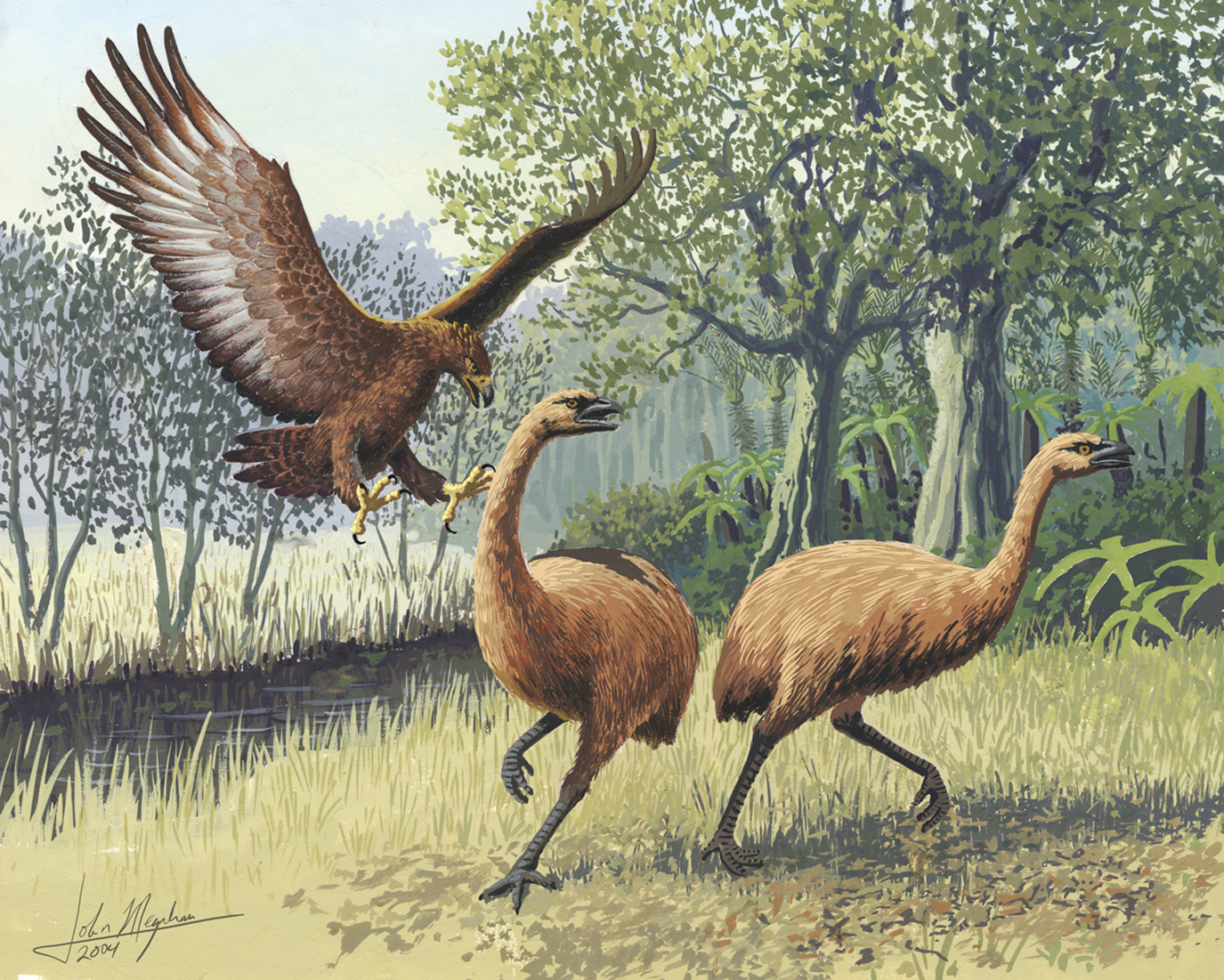
Moa atakowane przez orła Haasta

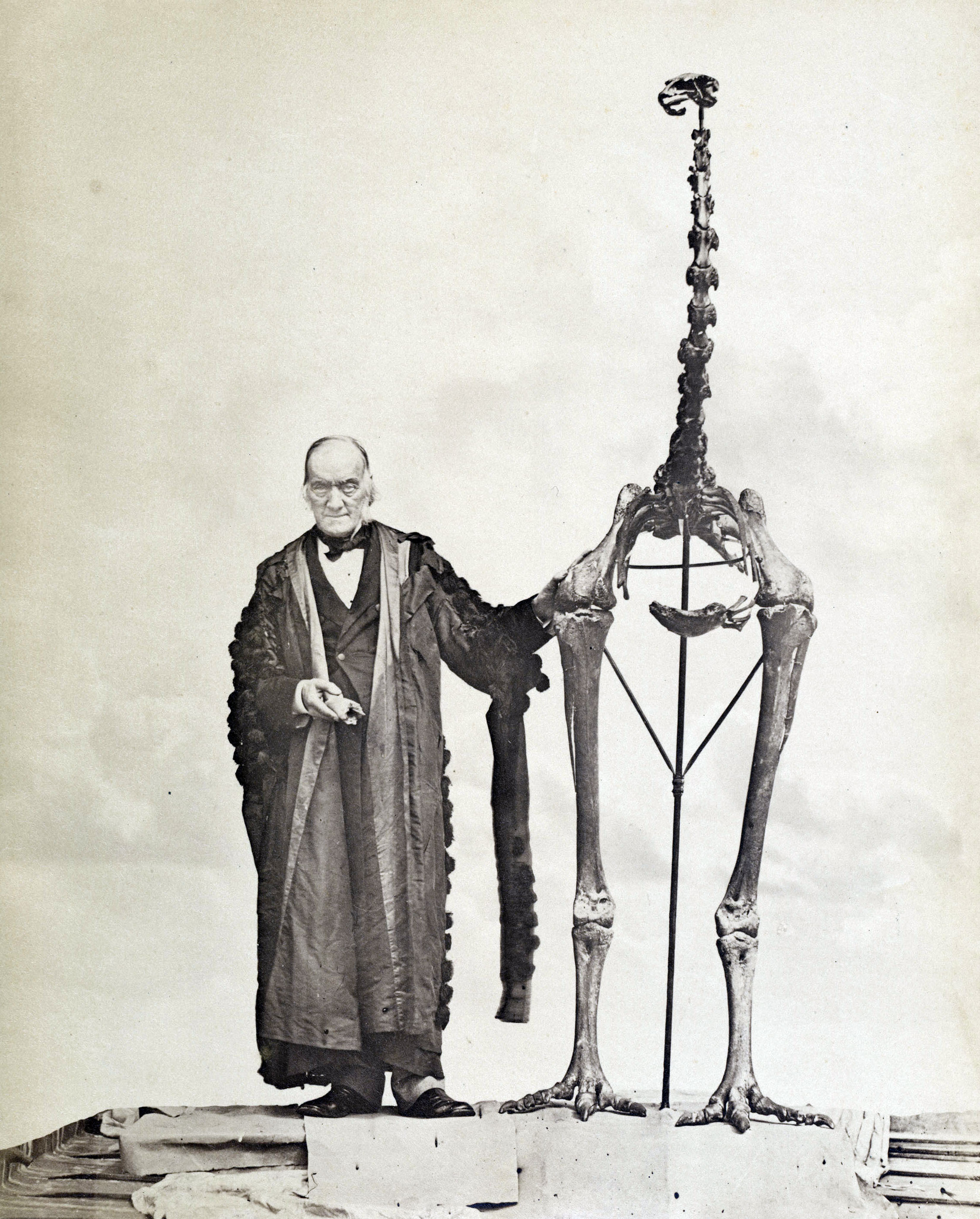
Richard Owen i szkielet moa z rodzaju Dinornis

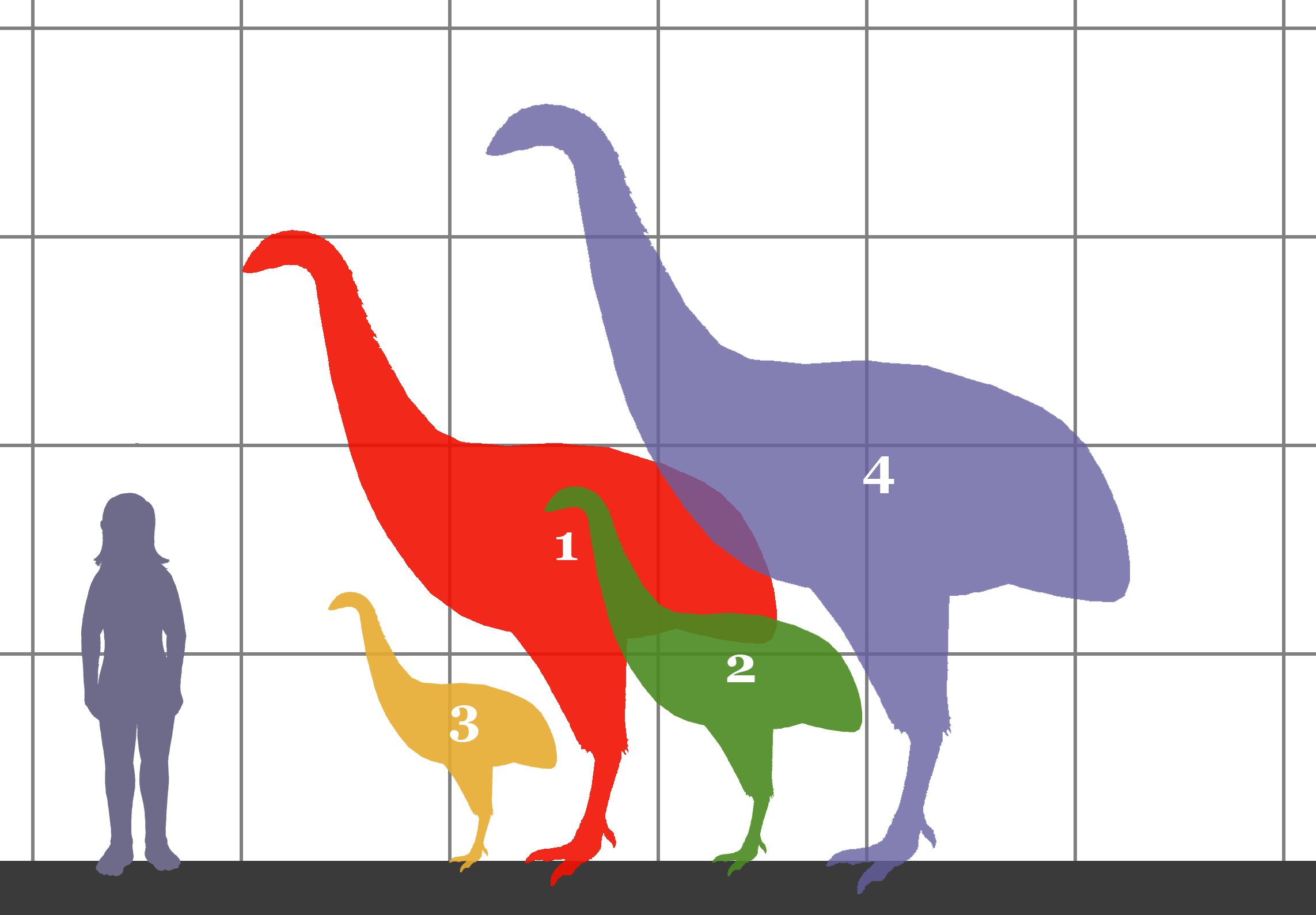
Porównanie rozmiarów czterech gatunków moa i człowieka
1. Dinornis novaezealandiae
2. Emeus crassus
3. Anomalopteryx didiformis
4. Dinornis robustus

Moa (Dinornithiformes) – rząd wymarłych ptaków z podgromady ptaków nowoczesnych Neornithes. Obejmuje gatunki nielotne, zamieszkujące Nową Zelandię począwszy od plejstocenu aż po XIV lub XV wiek.
Wymarły między rokiem 1300 a 1440 ± 20 lat. Przed pojawieniem się człowieka jedynym naturalnym wrogiem był orzeł Haasta (Hieraaetus moorei). Maorysi (którzy przybyli na Nową Zelandię z Polinezji między 1250 a 1300 r.) traktowali moa jako źródło mięsa, doprowadzając polowaniami do wymarcia tych ptaków.

## Charakterystyka
Ptaki te charakteryzowały się następującymi cechami:
- szczątkowe skrzydła – posiadały jedynie jedną kość kończyny górnej, scapulocoracoid, powstały ze zrostu kości kruczej z łopatką (scapula)[2]
- bardzo duże rozmiary: wzrost do 3,6 m[3] (największe znane ptaki poza mamutakami z gatunku Vorombe titan[4]); samice znacznie większe od samców[5][2], samce były zwykle o połowę mniejsze, co stanowi ekstremalny przykład dymorfizmu płciowego u ptaków[2]
- masa do 250 kg[5]
- bezgrzebieniowce[6]
- masywne nogi o czterech palcach, z trzema palcami zwróconymi do przodu i jednym niewielkim z tyłu, często jedynie samą ostrogą[2]
- mała czaszka; sądząc po niewielkich oczodołach, miały słaby wzrok; dziób bardzo krótki[2]
- pokarm wyłącznie roślinny[2].

## Systematyka
W XIX i XX wieku opisano wiele gatunków moa. Zainteresowanie zachodnich badaczy wzrosło, gdy w 1840 Richard Owen rozpoczął badania nad moa. Przez kolejne 8 lat nazwał 13 gatunków. W późniejszych latach opisywano kolejne gatunki; Walter Rothschild w 1907 w Extinct Birds wymienił ich aż 38. W XX wieku podjęto dalsze prace nad systematyką moa. Do badaczy tamtych czasów należeli między innymi Gilbert Archey, W.R.B. Oliver i Joel Cracraft. Wskutek postępujących badań nad różnorodnością zależną od miejsca występowania, dymorfizmu płciowego (przejawiającego się w wielkości ptaków) i datowanie radiowęglowe zawężano grono gatunków; w 2000 akceptowano ich 11 w 6 rodzajach, w 2006 – 10, w 2011 – 9.
Ich pokrewieństwo z innymi ptakami nie jest dobrze poznane. Badania molekularne zwykle sugerują, że najbliższymi krewnymi moa są kusacze, podczas gdy analizy morfologiczne sugerują bliższe pokrewieństwo z mamutakami (Aepyornithiformes).
Do rodziny zaliczane są następujące rodzaje i gatunki (systematyka jest jednak sporna i ciągle podlega modyfikacjom, np. Worthy i Scofield wyróżniają trzy rodziny z sześcioma rodzajami obejmującymi dziewięć gatunków):
- moa[6] (Dinornithidae[5]) – obejmuje największych przedstawicieli rzędu
  - Rodzaj: Dinornis (gr. δεινος deinos „potężny, straszny”; ορνις ornis, ορνιθος ornithos „ptak”[8])
    - Dinornis novaezealandiae
    - Dinornis robustus; syn. Dinornis giganteus, Dinornis struthoides
    - moa muskularny[6] (Dinornis torosus)
    - Dinornis gazella
    - Dinornis ingens
- moaki[6] (Emeidae[5]) – obejmuje mniejsze gatunki
  - Rodzaj Anomalopteryx (gr. ανωμαλος anōmalos „dziwny”, od negatywnego przedrostka αν- an-; ομαλος omalos „równy”; πτερυξ pterux, πτερυγος pterugos „skrzydło”[9])
    - Anomalopteryx didiformis
    - Anomalopteryx parvus
    - Anomalopteryx didiformes
    - Anomalopteryx oweni
    - Anomalopteryx antiquus

  - Rodzaj: Megalapteryx (gr. μεγας megas, μεγαλη megalē „wielki”; rodzaj Apteryx Shaw, 1813, kiwi[10])
    - moak wyżynny (Megalapteryx didinus)
    - Megalapteryx hectori
    - Megalapteryx benhami

  - Rodzaj: Pachyornis (gr. παχυς pakhus „duży, gruby”; ορνις ornis, ορνιθος ornithos „ptak”[11])
    - Pachyornis elephantopus
    - Pachyornis australis
    - Pachyornis mappini
    - Pachyornis septentrionalis
    - Pachyornis pygmaeus
    - Pachyornis oweni

  - Rodzaj: Euryapteryx (gr. ευρυς eurus „szeroki”; negatywny przedrostek α- a-; πτερυξ pterux, πτερυγος pterugos „skrzydło”[12])
    - Euryapteryx geranoides
    - Euryapteryx curtus
    - moak ciężki[6] (Euryapteryx gravis)

  - Rodzaj: Emeus (stara portugalska nazwa Ema dla żurawia zwyczajnego, później nadana strusiowi i innym ptakom podobnym do strusia[13])
    - Emeus crassus
    - Emeus huttoni